# Högsjö, Vingåkers kommun
Högsjö är en tätort i Vingåkers kommun. Högsjö ligger vid Högsjön i gränslandet mellan de tre landskapen Södermanland, Närke och Östergötland.

## Historia
Högsjö har en mer än 750-årig dokumenterad och skiftande historia, från det ursprungliga lilla hemmanet där Högsjögård idag ligger fram till dagens textilindustri, som går tillbaka till 1800-talets början. Vid vattendraget från Ölångssjön (eller Ölången) till Högsjön fanns ett järnbruk från 1638 till 1870-talet med en masugn från 1728. 
Mellan 1663 och 1770 ägdes Högsjögård av släkten Rålamb. Sedan 1871 har Högsjögård ägts av släkten von Mecklenburg. Den nutida gårdsanläggningen uppfördes på 1860-talet efter ritningar av arkitekt Axel Nyström. För utformningen av Högsjögårds kapell från slutet av 1700-talet stod arkitekt Carl Fredrik Adelcrantz.

### Befolkningsutveckling
| Befolkningsutvecklingen i Högsjö 1950–2020 | Befolkningsutvecklingen i Högsjö 1950–2020 | Befolkningsutvecklingen i Högsjö 1950–2020 | Befolkningsutvecklingen i Högsjö 1950–2020 | Befolkningsutvecklingen i Högsjö 1950–2020 |
| ------------------------------------------ | ------------------------------------------ | ------------------------------------------ | ------------------------------------------ | ------------------------------------------ |
|                                            |                                            |                                            |                                            |                                            |
| År                                         |                                            |                                            | Folkmängd                                  | Areal (ha)                                 |
| 1950                                       | 1950                                       |                                            | 734                                        |                                            |
| 1960                                       | 1960                                       |                                            | 779                                        |                                            |
| 1965                                       | 1965                                       |                                            | 781                                        |                                            |
| 1970                                       | 1970                                       |                                            | 832                                        |                                            |
| 1975                                       | 1975                                       |                                            | 799                                        |                                            |
| 1980                                       | 1980                                       |                                            | 819                                        |                                            |
| 1990                                       | 1990                                       |                                            | 847                                        | 93                                         |
| 1995                                       | 1995                                       |                                            | 823                                        | 93                                         |
| 2000                                       | 2000                                       |                                            | 762                                        | 94                                         |
| 2005                                       | 2005                                       |                                            | 779                                        | 94                                         |
| 2010                                       | 2010                                       |                                            | 713                                        | 99                                         |
| 2015                                       | 2015                                       |                                            | 691                                        | 97                                         |
| 2020                                       | 2020                                       |                                            | 651                                        | 100                                        |
|                                            |                                            |                                            |                                            |                                            |

## Samhället
Högsjö är ett tidigare brukssamhälle. Fabriken ägs idag av tyska verkstadsföretaget Voith och tillverkar pressfilt för massa- och pappersbruk. I orten finns flera bevarade kulturhus från 1700-talet. En tidigare järnvägsstation Högsjö vid Västra stambanan låg cirka 5 km nordost om bruksorten.